# 福尼爾島
福尼爾島（英語：Fournier Island）是南極洲的島嶼，座標64°33′S 62°49′W / 64.550°S 62.817°W，位於帕默群島，處於紹萊爾特海峽南部，屬於帕默群島的一部分，由讓-巴蒂斯特·夏古率領的法國探險隊繪入地圖，現時由南極條約體系管理。